# Flavivirussen
Flavivirussen (Flaviviridae) vormen een familie van positief enkelstrengse RNA-virussen, die voornamelijk zoogdieren en vogels infecteren. Ze worden verspreid door muggen, teken en andere geleedpotigen die het virus bij zich dragen. Samen met andere virusfamilies die door geleedpotigen worden verspreid vormen ze de zogenaamde arbovirussen.
Het woord Flaviviridae is afkomstig van het Latijn flavus (geel). Virussen uit deze familie staan bekend om het feit dat ze gele koorts veroorzaken. Er zijn ongeveer negentig soorten bekend, verdeeld over vier geslachten. Ziekten die verband houden met de flavivirussen, zijn onder meer hepatitis (hepacivirus), hemorragische syndromen, mucosale ziekten (pestivirussen), encefalitis en de aangeboren aandoening microcefalie.

## Genoom
Virussen binnen de familie Flaviviridae hebben lineaire, enkelstrengse RNA-genomen met een positieve polariteit. De totale genoomgrootte varieert tussen de 9,6 tot 12,3 duizend nucleotiden. Aan het 5'-eind van het genoom bevindt zich meestal een gemethyleerde cap. Bij sommige geslachten is deze cap afwezig, en codeert het virus in plaats daarvan voor een interne ribosoomtoegangsplaats.

## Taxonomie
Er zijn vier geslachten binnen de familie:
- Flavivirus: meer dan 70 onderverdeeld in 9 groepen, onder andere gelekoortsvirus, denguevirus en zikavirus.[1]
- Pestivirus: Boviene virus diarree-virus (BVD, bij rundvee), het varkenspestvirus (bij varkens) en het border disease virus (BDV, bij schapen).
- Hepacivirus: hepatitis C virus en hepatitis G virus, GB virus A
- Pegivirus: GB virus C

## Virologie
Flavivirussen zijn positief enkelstrengige RNA-virussen met een genoom van gemiddeld zo'n 10.000 nucleotiden lang. Het genoom heeft een karakteristieke opbouw met achtereenvolgens:
- 5'UTR (UnTranslated Region) met IRES (Internal Ribosome Entry Site)-sequentie
- C (core proteïne, complexed with the genome)
- E1 (eerste enveloppe-proteïne)
- E2 (tweede enveloppe-proteïne)
- p7 / NS2 (niet-structurele proteïne)
- NS3
- NS4A
- NS4B
- NS5A
- NS5B (RNA-dep. RNA polymerase)
- 3'UTR

Replicatie gebeurt door de productie van enkele negative stranded intermediairen, vanwaar dan de positive stranded genomen kunnen worden gekopieerd. Transmissie vindt parenteraal plaats, wat voor de mens neerkomt op muggenbeten, o.a. door Aedes aegypti en Aedes albopictus, bloedtransfusies, intraveneus en transmissie van moeder op kind tijdens een zwangerschap.